# Colorado-Gambit
Das Colorado-Gambit (auch als Colorado-Verteidigung bezeichnet) ist eine Eröffnungsvariante im Schach. Sie gehört zu den Halboffenen Spielen und ist in der Encyclopedia of Chess Openings unter dem Schlüssel B00 klassifiziert.
|   | a | b | c | d | e | f | g | h |   |
| 8 |   |   |   |   |   |   |   |   | 8 |
| 7 |   |   |   |   |   |   |   |   | 7 |
| 6 |   |   |   |   |   |   |   |   | 6 |
| 5 |   |   |   |   |   |   |   |   | 5 |
| 4 |   |   |   |   |   |   |   |   | 4 |
| 3 |   |   |   |   |   |   |   |   | 3 |
| 2 |   |   |   |   |   |   |   |   | 2 |
| 1 |   |   |   |   |   |   |   |   | 1 |
|   | a | b | c | d | e | f | g | h |   |

Grundstellung des Colorado-Gambits nach dem 2. Zug von Schwarz

## Beschreibung
Die Grundstellung wird erreicht nach den Zügen 
1. e2–e4 Sb8–c6 2. Sg1–f3 f7–f5
Sie entsteht meist aus der Nimzowitsch-Verteidigung, wenn Weiß nicht das übliche 2. d4 spielt, sondern mittels 2. Sf3 in die Offenen Spiele überleiten will. Sie kann durch Zugumstellung auch aus dem Lissizyn-Gambit (1. Sf3 f5 2. e4 Sc6) erreicht werden. 
Es handelt sich um ein Gambit, da der Bauer f5 nicht verteidigt ist und von Weiß geschlagen werden kann. Die Idee von Schwarz ist, nach 3. exf5 d5 zu spielen, das Zentrum zu besetzen und später Druck auf der halboffenen f-Linie zu entwickeln. 
Das Colorado-Gambit gilt als nicht besonders gut und wird verhältnismäßig selten gespielt. Da viele Weißspieler aber nicht darauf vorbereitet sind, wird es insbesondere im Blitzschach gelegentlich als Überraschungswaffe von Schwarz angewandt. Einer der Experten für dieses System ist der deutsche Spieler Ilja Schneider.  

## Hauptvarianten
- Weiß muss nicht auf f5 schlagen, sondern kann auch 3. e5 spielen. In einer Partie bei der britischen Meisterschaft 1911 gewann Fred Dewhirst Yates damit gegen den Amateurspieler Richard Edward Lean: 1. e4 Sc6 2. Sf3 f5 3. e5 d6 4. Lb5 dxe5 5. Sxe5 Dd5 6. Lxc6+ bxc6 7. Sf3 (nicht gut wäre 7. Dh5+ g6 8. Sxg6 Sf6 9. Dh3 De4+ mit Figurengewinn) De4+ 8. De2 Dxc2 (der entscheidende Fehler, nach Damentausch würde Weiß nur etwas besser stehen) 9. Sc3 f4 10. Dc4 Dg6 11. Se5 Dxg2 12. Df7+
- Wenn Weiß auf f5 schlägt und dann versucht, den Mehrbauern zu halten, kommt Schwarz zu Gegenspiel. Ein Beispiel dafür ist die im Jahr 2000 gespielte Partie Arkadij Naiditsch gegen Fabian Döttling: 1. e4 Sc6 2. Sf3 f5 3. exf5 d5 4. Sh4 e5 (besser ist 4. … Sh6 5. Dh5+ Sf7) 5. Dh5+ g6 6. fxg6 Sf6 7. g7+ Sxh5 8. gxh8D Dxh4 9. Dxh7 Sd4 10. Dg6+ Kd8 11. d3 Sf4 12. Df7 Lb4+ 13. c3 Lg4 14. Dg8+ Kd7 15. Dg7+ Kc6 16. g3 Sf3+ 17. Kd1 Sd4+ 18. Kd2 Sf3+ 19. Kd1 Sd4+ mit Remis durch Dauerschach.
- Als beste Antwort gilt 4. Lb5 Lxf5 5. Se5 (besser als 5. d4 e6 6. Se5 Sge7). Sowohl nach 5. … Dd6 6. d4 Sf6 7. 0–0 e6 8. Lf4 als auch nach 5. … Ld7 6. Lxc6 Lxc6 7. d4 oder 5. … a6 6. Lxc6 bxc6 7. d4 ist Weiß aufgrund seiner besseren Bauernstruktur und der Beherrschung des Feldes e5 positionell im Vorteil.